# Le Plessis-Grimoult
Le Plessis-Grimoult ist eine ehemalige französische Gemeinde mit zuletzt 336 Einwohnern (Stand: 1. Januar 2014), den Grimoultais, im Département Calvados in der Region Normandie.
Zum 1. Januar 2017 wurde Le Plessis-Grimoult im Zuge einer Gebietsreform zusammen mit sechs benachbarten Gemeinden als Ortsteil in die neue Gemeinde Les Monts d’Aunay eingegliedert.

## Geografie
Le Plessis-Grimoult liegt rund 34 km südsüdwestlich von Caen. Das im Département Manche gelegene Saint-Lô ist etwa 42 km entfernt.

## Bevölkerungsentwicklung
| Jahr                             | 1793 | 1836 | 1876 | 1926 | 1946 | 1968 | 1990 | 2014 |
| Einwohner                        | 1002 | 820  | 657  | 444  | 396  | 358  | 292  | 336  |
| Quelle: Cassini, EHESS und INSEE |      |      |      |      |      |      |      |      |

## Sport
Im Jahr 2025 führte die Tour de France auf der 6. Etappe durch die Gemeinde Le Plessis-Grimoult. Auf der D54 wurde mit der Côte du Mont Pinçon (353 m) eine Bergwertung der 3. Kategorie abgenommen. Insgesamt wies der Anstieg auf einer Länge von 5,6 Kilometern eine durchschnittliche Steigung von 3,7 % auf. Die Bergwertung sicherte sich der US-Amerikaner Quinn Simmons.

## Sehenswürdigkeiten
- ehemalige Abtei aus dem 14. Jahrhundert, seit 1928 Monument historique[5]
- Kirche Saint-Étienne, teilweise aus dem 12. Jahrhundert